# Placêncio de Antioquia
Placêncio de Antioquia foi o bispo de Antioquia entre 334 e 341, no início da controvérsia ariana. Nada mais se sabe sobre ele. Algumas listas citam Filaclo como sendo o bispo neste período.
O Concílio de Antioquia (341) foi presidido por Placêncio.